# 30 nivôse
30 frimaire 30 pluviôse
Le décadi 30 nivôse, officiellement dénommé jour du crible, est le 120e jour de l'année du calendrier républicain.
C'était généralement le 19e jour du mois de janvier dans le calendrier grégorien.